# FK Čukarički
Der FK Čukarički (offiziell auf Serbisch: Фудбалски клуб Чукарички – ФК Чукарички, Fudbalski klub Čukarički – FK Čukarički), gewöhnlich Čukarički, ausgesprochen [t͡ʃukarit͡ʃki], meist kurz Čuka, ist die Fußballabteilung von Čukarički, einem serbischen Sportverein aus Banovo brdo, einem Ortsteil des Belgrader Stadtbezirks Čukarica. Der auch als „die Brđani“ („Die Brđaner“) bekannte Klub, was in etwa mit „die Bewohner des Berges“ zu übersetzen wäre, spielt gegenwärtig in der Super liga, der höchsten Spielklasse im serbischen Fußball.
Der Verein wurde 1926 gegründet und verbrachte die ersten Jahre seines Bestehens durchwegs im Amateurbereich. Zu den Zeiten Jugoslawiens spielte der FK Čukarički überwiegend in den unteren Ligen des Landes und sorgte erstmals in den Spielzeiten 1971/72 und 1994/95 für größeres Aufsehen, als man in die 2. jugoslawische Liga bzw. die 1. jugoslawische Liga aufstieg, sowie 1996 und 1997, als die Qualifikation für den UEFA Intertoto Cup gelang.
Am 17. April 2012 wurde der Verein von Dragan Obradović aufgekauft, dem Besitzer des serbischen Bau- und Großhandelsunternehmen ADOC. Seitdem gilt Čukarički als der erste professionelle Fußballverein in Serbien, der privatisiert wurde, und als einer der wenigen Klubs in Südosteuropa, die überhaupt aufgekauft wurden.
Durch die Privatisierung verbesserte sich die Situation für Čukarički. So feierte der Verein schon bald seinen größten Erfolg, als man 2015 den 3. Platz in der höchsten serbischen Liga erreichte und zudem den Serbischen Pokal gewann. Zuvor gelang bereits mit der Teilnahme an der Europa League 2014/15 die Rückkehr in den internationalen Fußball.

## Geschichte

### 1926–1942: Die Gründungsjahre
Die Wurzeln des Vereins liegen in Čukarica, genauer im Arbeiterviertel des Belgrader Stadtteils, der am rechten Ufer der Save beheimatet ist. Dort befand sich die Gaststätte Majdan, in der während einer Sitzung am 4. Juli 1926 ein Fußballverein namens Čukarički Sportski Klub – ČSK gegründet wurde, der später noch in FK Čukarički umbenannt werden sollte. Als Vereinsfarben wurden Schwarz und Weiß ausgesucht und der erste Vereinspräsident wurde Miloš Ilić, einer der ersten serbischen Piloten bzw. Kampfpiloten und zum Zeitpunkt der Vereinsgründung ein Reservist der jugoslawischen Luftstreitkräfte der 1. Klasse. Čukarički startete in der 3. Liga des Belgrader Ligasystems, doch bereits 1928 schaffte man den Aufstieg in die 2. Belgrader Liga, wo sich der Verein mehrere Spielzeiten erfolgreich halten konnte.
In der Saison 1931/32 wurde Čukarički Meister und erreichte somit den Aufstieg in die 1. Belgrader B-Liga, die man schließlich im Jahr 1935 ebenfalls gewinnen sollte. Während dieser ersten Erfolgsperiode war vor allem Stürmer Aleksandar Petrović, genannt Pikavac, einer der wichtigsten Figuren im Kader des Vereins. Er gehörte während jener Zeit zu den begabtesten Dribblern des Landes und war Teil der jugoslawischen Nationalmannschaft. Ab der Saison 1935/36 spielte der Verein in der 1. Belgrader A-Liga, der damals zweithöchsten Spielklasse im jugoslawischen Fußball, stieg jedoch nach zwei Jahren wieder ab.
In der darauffolgenden Saison konnte Čukarički den Wiederaufstieg feiern und gewann auf Anhieb die Meisterschaft. Mit Blagoje Marjanović hatte der Verein zwischen 1939 und 1941 eine damalige Stürmergröße im Kader. Im selben Jahr kam es zu einer Fusion mit dem lokalen Verein FK Istra, die jedoch weder von allen Vereinsmitgliedern noch von allen Anhängern unterstützt wurde und noch viel weniger von den Spielern. Aus diesem Grund wechselte eine Mehrheit der Spieler zu den benachbarten Vereinen Banovac, Makiš und Šećeranac. Dies führte zum mehrere Jahre andauernden Niedergang des Vereins, wodurch er vorerst in keiner Liga konkurrierte.

### 1942–1944: Spielbetrieb während des Zweiten Weltkrieges
Während des Zweiten Weltkrieges wurde das Königreich Jugoslawien im April 1941 von Nazi-Deutschland unterstützt durch italienischen und ungarischen Truppen überfallen, besetzt und aufgeteilt. Teile Serbiens fielen an den kollaborierenden, faschistischen Unabhängigen Staat Kroatien, an das Königreich Ungarn oder standen unter deutscher Militärverwaltung durch die Wehrmacht, darunter die Hauptstadt Belgrad. Unter schwierigen Umständen war es bestimmten Vereinen jedoch erlaubt worden, Fußball zu spielen. Dazu gehörte auch Čukarički, der ab 1942 wieder Mitglied der Belgrader Liga wurde. Ohne seinen Star Blagoje Marjanović, der in Kriegsgefangenschaft geraten war, startete man nach sechs Jahren der Abstinenz erfolgreich in die Saison, die man auch sofort gewinnen und dadurch in die serbische Liga aufsteigen konnte, die während der militärischen Okkupation die höchste Spielklasse des Landes war.
Die Saison 1942/43 beendete der Verein auf dem vierten Platz und ließ Favoriten wie Jedinstvo Belgrad oder den BASK hinter sich. Während dieser Periode gab es ein inländisches Turnier namens Letnji Pehar („Der Sommerpokal“), an dem die besten Klubs des Landes teilnahmen, darunter der BSK, SK 1903, Obilić und Čukarički, der schließlich das Halbfinale erreichte, jedoch am SK 1903 scheiterte. Ab der Saison 1943/44 war der Verein wieder Teil der neu geformten 1. Belgrader Liga, die aus zehn Klubs bestand, die jedoch am 8. Spieltag aufgrund der anrückenden jugoslawischen Volksbefreiungsarmee unterbrochen und nie beendet wurde.

### 1944–2003: Von der Unterklassigkeit bis zum Europapokal

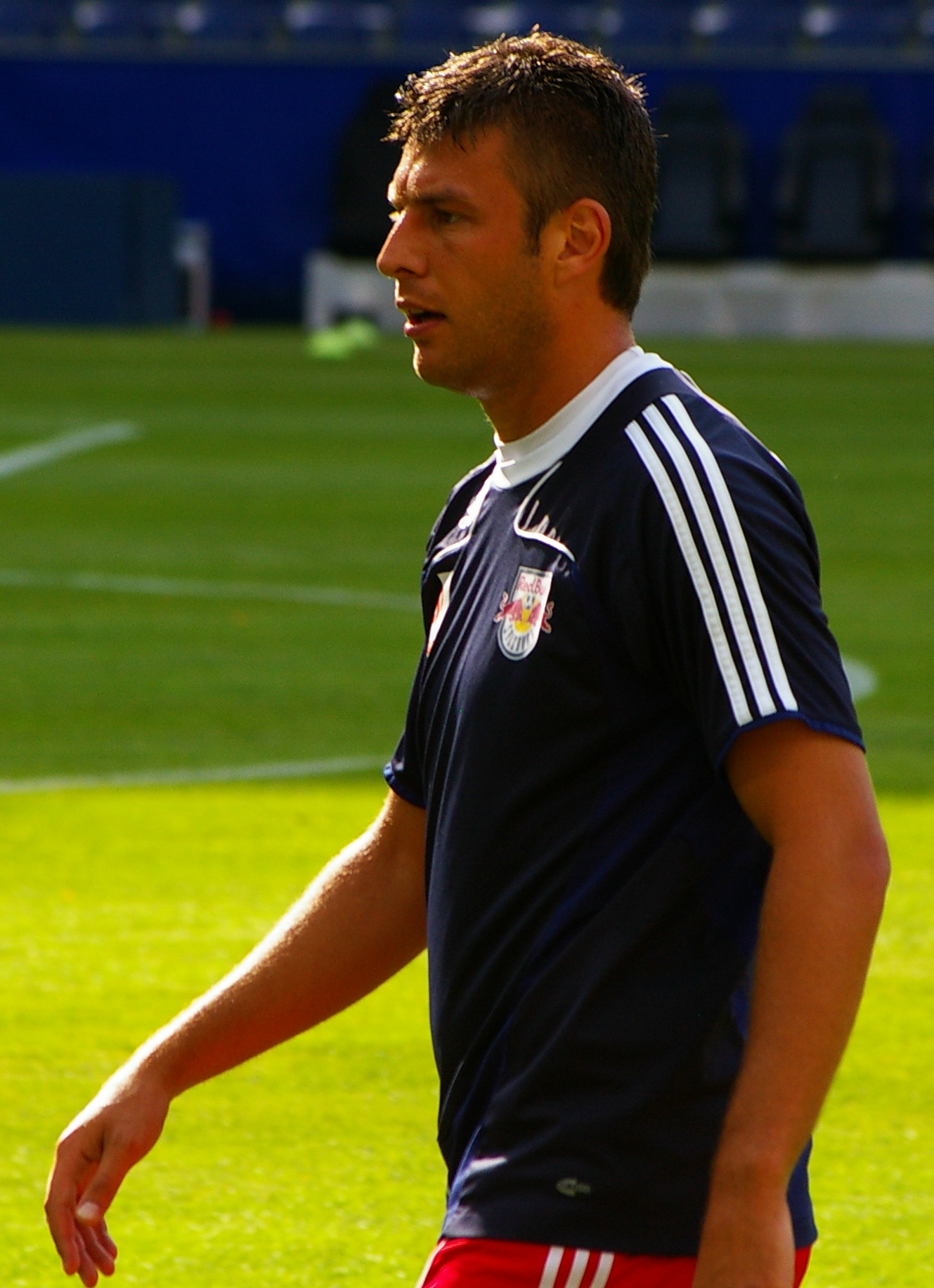
Ex-Nationalspieler Milan Dudić, hier im Trikot von Red Bull Salzburg, wurde bei Čukarički Profi und spielte für den Verein von 1998 bis 2002.

Nach der Befreiung Belgrads von den nationalsozialistischen bzw. faschistischen Besatzungsmächten Ende 1944 durch die jugoslawische Volksbefreiungsarmee und die Rote Armee durfte der Verein vorerst nicht mehr unter seinem Namen spielen, jedoch erhielt er 1948 wieder seinen ursprünglichen Namen, diesmal als Fußballabteilung des Sportvereins Čukarički. In dem Jahr spielte der Verein in der 2. Belgrader Liga, die nun die 6. Liga des neuformierten und nun Sozialistischen Jugoslawiens war. Unter der Leitung von Trainer Jovan Veselinović beendete man die Spielzeit auf dem vierten Platz.
In der Saison 1950/51 schaffte man den Aufstieg in die 1. Belgrader Liga und schließlich den Durchmarsch in die 3. Liga. 1956 verpasste man den Aufstieg in die 2. Liga. Nach Ende der Saison 1955/56 verließen zahlreiche Spieler den Verein, sodass ab dem Jahr 1956 der Niedergang des Vereins begann, der ein ganzes Jahrzehnt keinen Erfolg feiern sollte. Erstmals für Aufsehen sorgte Čukarički wieder in der Saison 1966/67, als die 2. Belgrader Liga und sogleich auch der Belgrader Stadtpokal gewonnen wurden. Nach nur einer Saison in der 1. Liga Belgrads stieg man in die 1. serbische Liga auf, die damals die dritthöchste Spielklasse im jugoslawischen Fußballsystem war.
Die folgenden Spielzeiten konkurrierte der Verein um den Aufstieg in die 2. Liga, die er schließlich auch als Meister der Saison 1971/72 erreichte. Dort hielt sich Čukarički mehrere Jahre lang, jedoch gelang es dem Verein nicht, in die 1. Liga aufzusteigen. Anfang der 1990er Jahre spielt Čukarički wieder in der 3. Liga sowie zwischen 1993 und 1995 in der 2. Liga. In der Saison 1994/95 schaffte es der Verein aber zum ersten Mal in seiner Geschichte in die Erstklassigkeit, als man in die 1. Liga der Bundesrepublik Jugoslawien aufsteigen konnte, wo er bis 1998 spielte. 1996 und 1997 nahm man auch erstmals am Europapokal teil, so im Intertoto-Cup. Nach einem Jahr der Zweitklassigkeit 1999 stieg Čukarički als Meister der Gruppe Ost auf und blieb zwischen 2000 und 2003 erstklassig. Die höchste Platzierung während dieser vier Spielzeiten war ein 6. Platz in der Saison 1999/2000, als 21 Mannschaften am Ligageschehen teilnahmen.

### 2003–2012: Von der Insolvenz bis zur Privatisierung

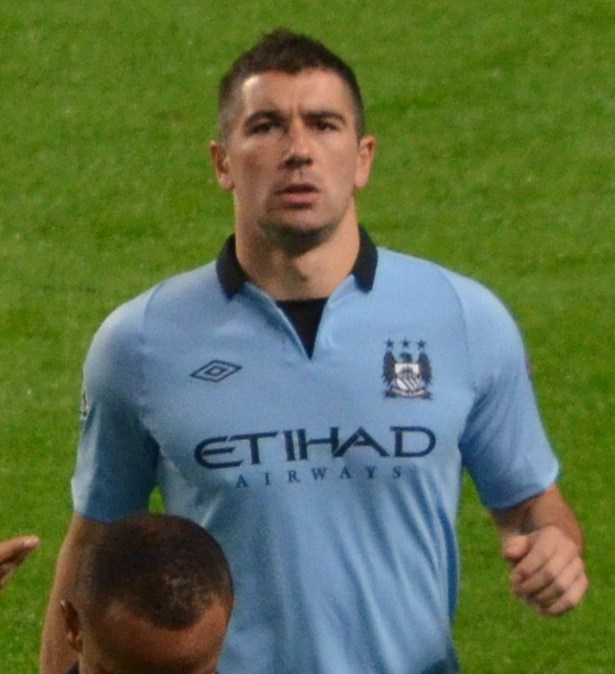
Nationalspieler Aleksandar Kolarov, hier im Trikot von Manchester City, spielte für den Verein zwischen 2003 und 2006 und gilt derzeit als international bekanntester Spieler, der je für Čukarički spielte.

Nach vier Jahren in der 1. Liga stieg Čukarički 2003 ab. Zwar gelang 2004 als Meister der Gruppe West der direkte Wiederaufstieg, jedoch stieg man 2005 erneut ab. Der Verein wurde Anfang der 2000er Jahre umbenannt, da sich das Bauunternehmen Stankom als Hauptsponsor und Geldgeber engagierte. Daher war der Klub auch lange Zeit unter dem Namen Čukarički Stankom bekannt. Durch die Ankunft von Stankom wurde der Verein stabilisiert und 2007 gelang schließlich der Aufstieg in die 1. Liga, der Superliga Serbiens. Von August 2007 bis Dezember 2008 trainierte der ehemalige Bundesligatrainer Dragoslav Stepanović den Verein. Nach sieben Niederlagen in Folge und dem zwischenzeitlich letzten Tabellenplatz in der Saison 2008/09 wurde er von seinem Amt enthoben. Am Saisonende schaffte das Team mit dem 9. Tabellenplatz unter Trainer Dejan Đurđević noch den Klassenerhalt.
Die Saison 2009/10 beendete Čukarički auf dem 13. Platz und entging mit drei Punkten Vorsprung auf Napredak Kruševac nur knapp dem Abstieg. Dieses Glück sollten die Belgrader in der Saison 2010/11 nicht mehr haben. Der Verein konnte kein einziges seiner 30 Ligaspiele gewinnen und wurde mit nur fünf Punkten abgeschlagen Tabellenletzter. Auch in der 2. Liga war Čukarički nicht sehr erfolgreich. Mit 41 Punkten war man punktgleich mit Banat Zrenjanin und Radnički Sombor. Aufgrund des direkten Vergleiches aller drei Mannschaften musste nur Radnički Sombor als 15. der Abschlusstabelle den Gang in die 3. Liga antreten.
Der Verein befand sich in einer äußerst schwierigen finanziellen Lage und stand kurz vor der Insolvenz, jedoch markierte das Jahr 2011 auch einen Wendepunkt, als das Bau- und Handelsunternehmen ADOC, das in der Pharmazie, der Diagnostik und im Bauwesen tätig ist, den Verein aufkaufte und sofort in den Klub investierte. Damit ist Čukarički der erste professionelle Fußballverein in Serbien, der privatisiert wurde, und gehört damit auch zu den wenigen Klubs in Südosteuropa, die sich überhaupt in privatem Besitz befinden.

### Seit 2012: Aufstieg, Pokalsieg und internationale Auftritte

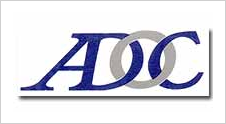
Firmenlogo von ADOC, dem Unternehmen, das Čukarički kaufte.

Durch die Privatisierung durch ADOC-Besitzer Dragan Obradović verbesserte sich die finanzielle und organisatorische Situation des Vereins erheblich, aber auch in die Infrastruktur und in den Kader wurde investiert. Als neuer Cheftrainer wurde Vladan Milojević verpflichtet. In der Saison 2012/13 gelangen dem Klub daraufhin die Vizemeisterschaft der 2. Liga und der damit verbundene Wiederaufstieg.
Auch in der darauffolgenden Saison 2013/14 ging der Aufschwung des Vereins weiter, so konnte Čukarički sich mit einem überraschenden 5. Platz am Ende den Klassenerhalt sichern. Gleichzeitig konnte sich der Verein über die Teilnahme an der Qualifikation zur Europa League 2014/15 freuen, da die UEFA den serbischen Meister Roter Stern Belgrad wegen Verstoßes gegen das Financial Fairplay vom Europapokal ausschloss. Als Fünftplatzierter rutschte dann Čukarički nach und kehrte somit nach 14 Jahren wieder auf die internationale Bühne zurück. Er überstand die erste Runde gegen die UE Sant Julià aus Andorra, unterlag in der zweiten Runde jedoch dem österreichischen SV Grödig.
Die Saison 2014/15 beendete man auf dem 3. Platz und qualifizierte sich somit für die Europa League 2015/16, wo man erneut in der zweiten Qualifikationsrunde gegen den aserbaidschanischen Verein FK Qəbələ ausschied. Zudem gewann man erstmals den Serbischen Pokal, als man im Finale Partizan Belgrad mit 1:0 besiegte. Bisher war das die erfolgreichste Saison der Vereinsgeschichte. Vor der Saison 2015/16 kam es zu bedeutenden Abgängen bei Čukarički, denn Leistungsträger wie Rajko Brežančić (zu AZ Alkmaar), Slavoljub Srnić (zu Roter Stern Belgrad) und Nikola Stojiljković (zu Sporting Braga) verließen den Klub. Dabei konnte Čukarički erstmal Transfererlöse in Millionenhöhe erzielen. Trotz der Abgänge erreichte man am Ende der Saison 2015/16 erneut den 3. Platz und qualifizierte sich für die Europa League 2016/17. Zuvor trat Vladan Milojević nach drei Jahren als Trainer zur Winterpause zurück und wurde vom Jugenddirektor Zoran Popović abgelöst. Dieser gab jedoch schon bald aus privaten Gründen sein Amt frei. Als neuer Cheftrainer wurde im März 2016 der Jugendcoach Milan Lešnjak vorgestellt.
In der Europa-League-Qualifikation war erneut in der zweiten Runde Schluss, diesmal gegen den Fehérvár FC aus Ungarn. In der Liga erlebte der FK Čukarički daraufhin einen kurzzeitigen Rückfall. In der Saison 2016/17 verpasste man als Neunter der Hauptrunde das Meisterschafts-Play-off und beendete die Abstiegsrunde als bestplatzierter Verein. In der nachfolgenden Spielzeit beendete man die Hauptrunde als Dritter, fiel im Meisterschafts-Play-off aber noch auf Platz 6 zurück. Erst in der Saison 2018/19 klappte es mit einem vierten Platz wieder besser. Čukarički kehrte somit wieder international zurück und überstand die erste Qualifikationsrunde der UEFA Europa League 2019/20 gegen FC Urartu Jerewan aus Armenien mit einem deutlichen Gesamtergebnis von 8:0. In der zweiten Runde verlor man nach einem 0:0 mit 1:3 gegen den norwegischen Molde FK.
Nach einem sechsten Platz in der Saison 2019/20 konnte man in der nachfolgenden Spielzeit wieder Dritter werden. Damit nahm Čukarički erstmals an der Qualifikation zur UEFA Europa Conference League teil. In der zweiten Runde schlug man den Sumqayıt PFK aus Aserbaidschan, anschließend unterlag man jedoch dem schwedischen Hammarby IF. Auch beim nächsten Versuch gab es ein ähnliches Szenario. Die Liga beendete man abermals auf Platz 3, die Qualifikation zur Europa Conference League ging in der dritten Runde gegen den holländischen FC Twente Enschede verloren. Zuvor besiegte man den RFC Union Luxemburg in der zweiten Runde mit insgesamt 8:1.
Im Halbfinale des serbischen Pokals 2022/23 traf man auf den FK Vojvodina. Die Partie, die ursprünglich am 17. Mai 2023 stattfand, wurde beim Stand von 2:0 für Čukarički abgebrochen. Ein Wiederholungsspiel fand am Folgetag statt, Čukarički gewann dieses mit 1:0. Das Finale gegen Roter Stern ging mit 1:2 verloren. In der Liga belegte Čukarički Platz 3 und stieg exklusiv in die Play-off-Runde der Qualifikation zur UEFA Europa League 2023/24 ein. Dort gab es zwei Niederlagen gegen Olympiakos Piräus, der Verein durfte aber in der Gruppenphase der UEFA Europa Conference League 2023/24 mitspielen, was der ersten internationalen Endrunde des Vereins entspricht. In einer Gruppe mit der AC Florenz, Ferencváros Budapest und dem KRC Genk verlor der serbische Klub jedoch alle Spiele und schied als Letztplatzierter aus. Die abgelaufene Saison der SuperLiga wurde auf Platz 6 beendet.

## Stadion

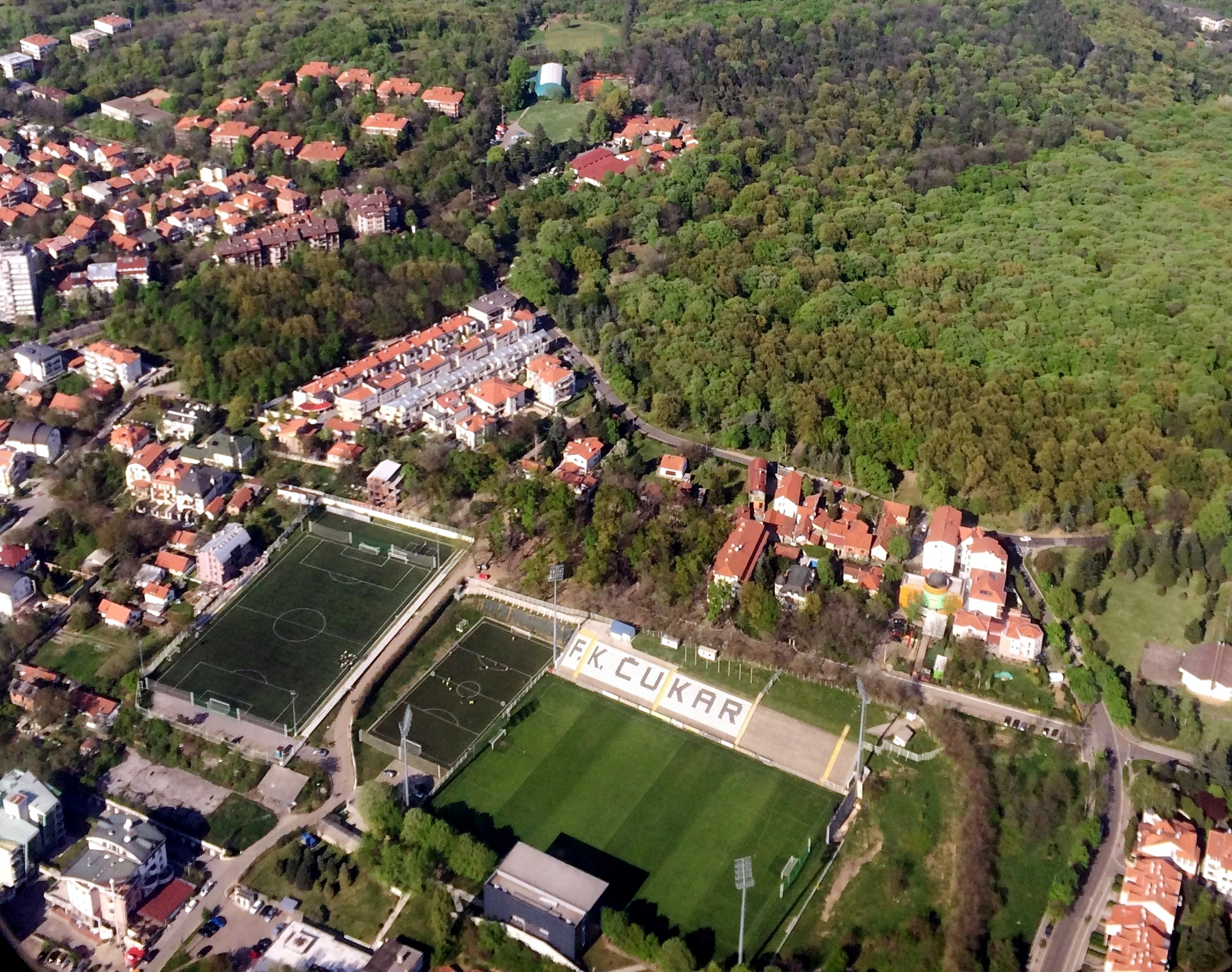
Das Stadion und das Trainingsgelände aus der Vogelperspektive (2015)

Das Heimstadion des Vereins ist das Stadion na Banovom brdu, das 1969 eröffnet wurde und gegenwärtig 4.070 Sitzplätze bietet. Nach dem Aufkauf durch das Unternehmen ADOC renovierte der Verein im Sommer 2012 in einer ersten Phase das Vereinsgelände, das unter anderem zwei neue Hilfssplätze erhielt. Beide sind mit einer Beleuchtungsanlage ausgestattet und mit Kunstrasen belegt. Einer wurde mit den von der UEFA vorgeschriebenen Dimensionen gebaut und ist mit mehreren Sitzreihen auf einer Seite ausgestattet. Dort werden die Heimspiele der Jugendmannschaften ausgetragen, während der andere als Kleinfeld für die E- und F-Jugend dient.
Daneben wurden auch die Vereinseinrichtungen renoviert, unter anderem die West- und die Osttribüne, die Parkplätze, Logen, die Umkleideräume sowie weitere Einrichtungen. Im August 2013 wurden neue Flutlichter mit einer Stärke von 1400 Lux installiert. Geplant ist in einer zweiten Renovierungsphase die Erweiterung der West- und der Osttribüne, Letztere soll zusätzlich überdacht werden. Insgesamt plant die Vereinsführung, das Stadion vorerst mit 8.000 Sitzplätzen zu belegen, und noch weitere Umbauten, um so den UEFA-Sicherheitsstandards für internationale Fußballveranstaltungen gerecht zu werden.

## Trainer
- Dragoslav Stepanović (2007–2008)

## Spieler

### Ehemalige bedeutende Spieler

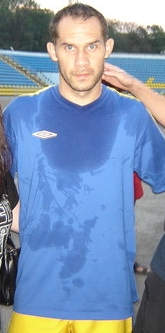
Ex-Nationalspieler Albert Nađ beendete 2009 bei Čukarički seine Profilaufbahn.

Der aus der eigenen Jugendschule stammende Miloš Ninković war 2009 der erste Spieler des Vereins der das Trikot der serbischen Nationalmannschaft trug. Zuletzt war es Milan Vilotić mit dem Debüt für die serbische Auswahl 2011. Der zum Teil aus der Jugend stammende Goran Gavrančić spielte zwischen 2002 und 2006 für die Fußballnationalmannschaft der Bundesrepublik Jugoslawien (1993–2003) bzw. für die serbisch-montenegrinische Fußballnationalmannschaft (2003–2006).
Milan Dudić wurde während seiner Zeit bei Čukarički Nationalspieler der Bundesrepublik Jugoslawien bzw. Serbien-Montenegros, während Albert Nađ, der ebenfalls für diese Länder auflief, seine Karriere dort beendete. Einige Spieler des Klubs wurden zudem bei anderen Vereinen zu Nationalspielern Serbiens. Beispiele hierfür sind Bojan Isailović, Aleksandar Kolarov, Pavle Ninkov und zuletzt Nikola Stojiljković (Sporting Braga). Kolarov gilt aktuell als international bekanntester Spieler, der je für Čukarički spielte. Als legendärster Spieler überhaupt der das Trikot des Vereins trug gilt Blagoje Marjanović. Er war serbischer Fußballpionier, dritterfolgreichster Torschütze der ehemaligen jugoslawischen Nationalmannschaft (1920–1992), erreichte das Halbfinale bei der WM 1930 in Uruguay und galt in den 1930ern als einer der weltbesten Stürmer.
Der Verein hatte auch Spieler unter Vertrag, die für andere Nationalmannschaften aufliefen. Lee Addy gehört mit zahlreichen Spielen für Ghana und der Teilnahme an der WM 2010 zu den bekanntesten ausländischen Nationalspielern, die bei Čukarički spielten. Die meisten ausländischen Nationalspieler, die das Trikot des Vereins trugen, spielten für die montenegrinischen Auswahl, zuletzt Ivan Kecojević. Der vierzigmalige namibische Nationalspieler Eliphas Shivute war der erste Nationalspieler eines nichteuropäischen Landes.

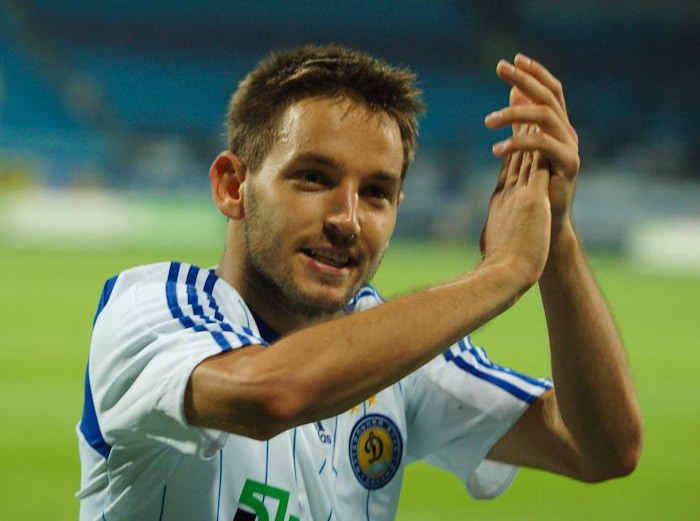
Miloš Ninković im Trikot von Dynamo Kiew
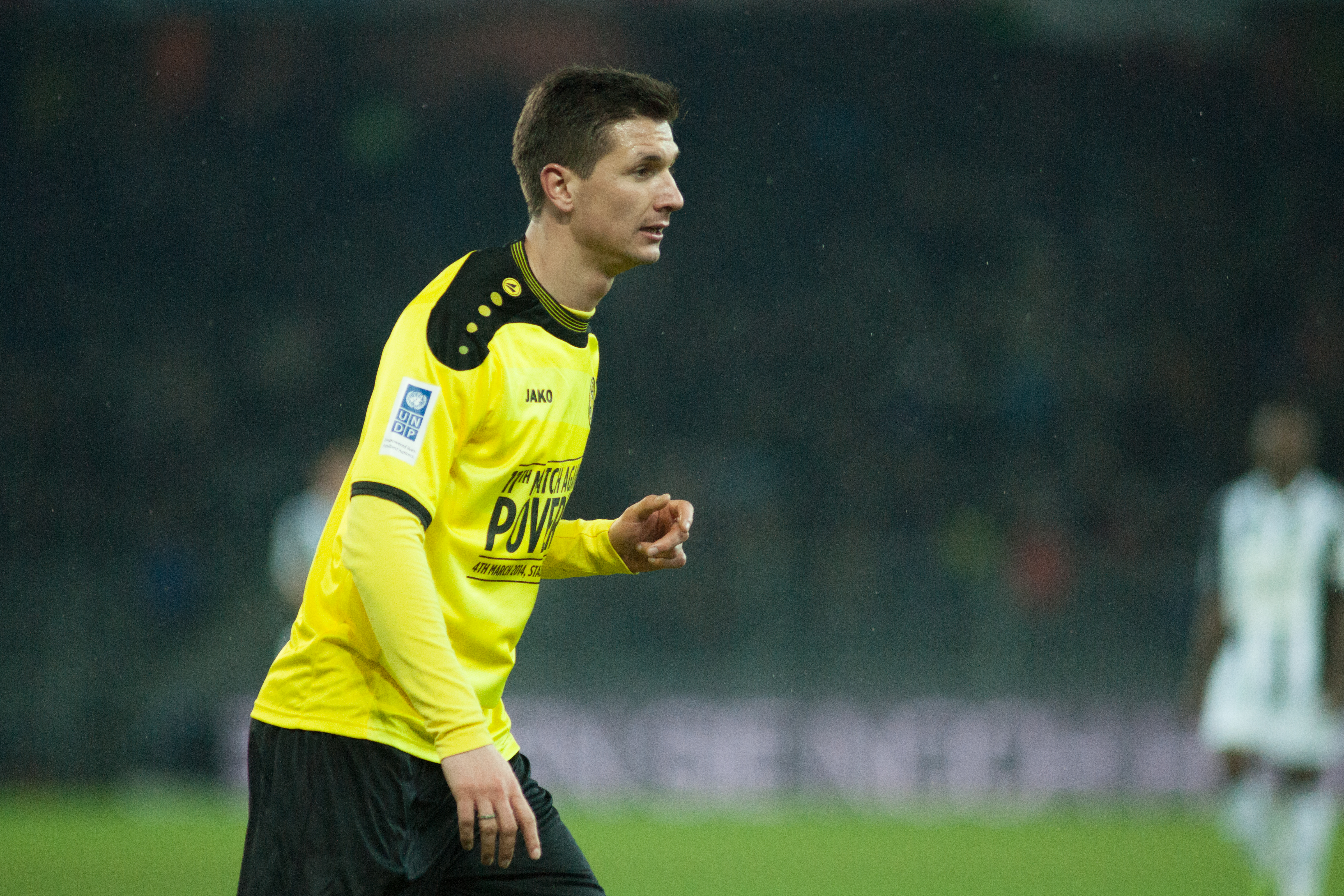
Milan Vilotić im Trikot von BSC Young Boys
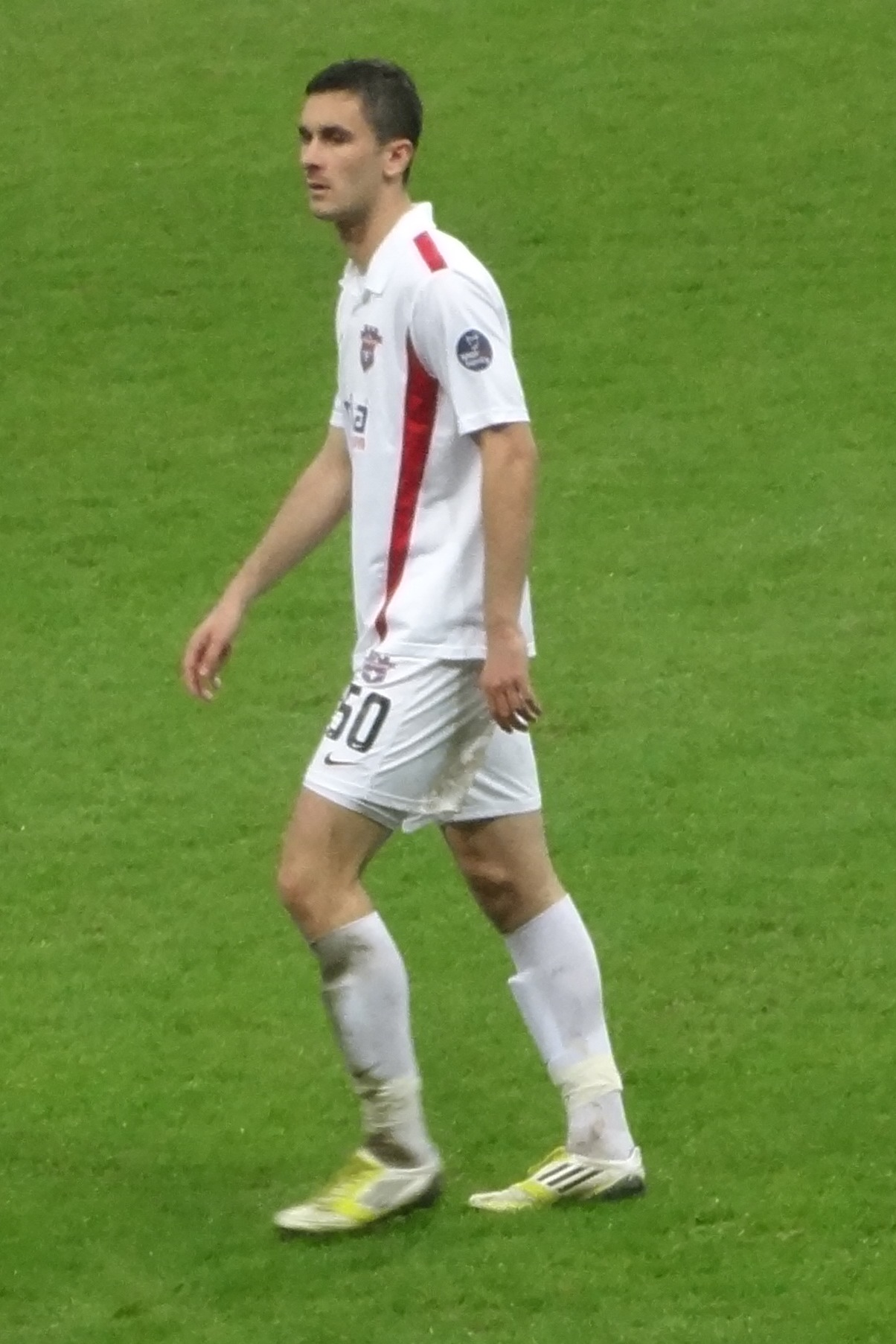
Ivan Kecojević im Trikot von Gaziantepspor
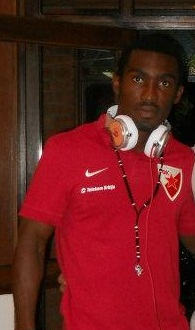
Lee Addy im Polohemd von Roter Stern Belgrad

### Weitere ehemalige Spieler
| - Lee Addy, 2015 - Ugochukwu Ukah, 2014–2015 - Ivan Kecojević, 2009–2010 - Eugene Sseppuya, 2009 - Rudolf Bester, 2008–2009 - Albert Nađ, 2008–2009 - Ostoja Stjepanović, 2008 |  | - Bojan Isailović, 2007–2008 - Nemanja Supić, 2007 - Pavle Ninkov, 2006–2008 - Milan Vilotić, 2004–2009 - Kelfala Marah, 2004–2005 - Aleksandar Kolarov, 2003–2006 - Miloš Ninković, 2002–2004 |  | - Đorđije Ćetković, 2002–2003 - Mitar Novaković, 2001–2003 - Eliphas Shivute, 2001–2002 - Milan Dudić, 1998–2002 - Goran Gavrančić, 1996–2001 - Aleksandar Jović, 1995–1998 - Blagoje Marjanović, 1939–1941 |

## Erfolge
- Serbischer Pokalsieger: 2015
- Dritter der 1. serbischen Liga: 2015, 2016
- Vizemeister der 2. serbischen Liga 2007, 2013

## Wappenhistorie

Bis 2011
Seit 2011

## Trikotausrüster

Das Logo von Adidas, dem aktuellen Ausrüster des Vereins

Zwischen 2007 und 2010 war Nike der offizielle Ausrüster des Vereins. Von 2010 bis 2014 wurde Čukarički vom Kappa ausgerüstet. Seit der Spielzeit 2014/15 rüstet Adidas den Klub mit Trikots, Trainings- und Freizeitkleidung aus.
| Jahre     | Ausrüster |
| --------- | --------- |
| 2007–2010 | Nike      |
| 2010–2014 | Kappa     |
| 2014–     | Adidas    |